# Steve Miller (gitarist)
Steve Miller (Milwaukee (Wisconsin), 5 oktober 1943) is een Amerikaanse blues- en rock-'n-rollgitarist.
Miller ging in Dallas naar de highschool. Daar vormde hij zijn eerste band, The Marksmen. Royce Scaggs, een klasgenoot, leerde van Miller een paar gitaarakkoorden en kon zo meespelen in deze band. Hij zou later bekend worden onder zijn bijnaam, Boz Scaggs. Na de highschool ging Miller naar de Universiteit van Wisconsin-Madison in de jaren '60 waar hij de band The Ardells oprichtte. Een jaar later voegde Scaggs zich bij de band. Weer een jaar later versterkte Ben Sidran de band als keyboardspeler.
In 1968 vormde Miller de Steve Miller Band met Scaggs als zanger. Met deze band behaalde Miller, zeker in zijn thuisland, grote successen. Nadat de Steve Miller Band stopte met het uitbrengen van platen, bracht Miller onder eigen naam nog twee albums uit, die minder succesvol waren.

## Discografie
- Born 2B Blue (september 1988)
- Wide River (juli 1993)

- Biblioteca Nacional de España: XX1032661
- Bibliothèque nationale de France: cb138975315 (data)
- Gemeinsame Normdatei: 134463242
- International Standard Name Identifier: 0000 0001 1557 2181
- Library of Congress Control Number: n90608632
- MusicBrainz: a54d9cd2-1359-4ea3-98a1-fe068fc66814
- Nationale Bibliotheek van Tsjechië: jo2004249907
- Nederlandse Thesaurus van Auteursnamen: 069395799
- SNAC: w6t73f97
- Virtual International Authority File: 84167631
- WorldCat: E39PBJrKVbQb9x9H3qypBdxdQq